# باگا
باگا (به اسپانیایی: Bagà) یک شهرستان در اسپانیا است که در بارسلون واقع شده‌است.

## خصوصیات
باگا ۴۳٫۱۳ کیلومترمربع مساحت و ۲٬۱۷۸ نفر جمعیت دارد و ۷۸۵ متر بالاتر از سطح دریا واقع شده‌است.